# Världspostföreningen

Världspostföreningens flagga

Världspostföreningen, som även kallas Världspostunionen (franska: Union postale universelle, engelska: Universal Postal Union) och förkortas UPU, är en sammanslutning med 197 medlemsländer, vars huvudsakliga syfte är att tillgodose att det finns en fungerande internationell postutväxling.
UPU grundades 9 oktober 1874 av Heinrich von Stephan och har sitt säte i Bern, Schweiz. Världspostföreningen är numera ett fackorgan inom Förenta Nationerna (FN). Föreningens verkställande organ mellan plenarmötena, Conseil d’exploition postale (CEP), består av 40 medlemsländer. Stater som är medlemmar i FN erhåller automatiskt medlemskap efter ansökan, medan stater som inte är medlemmar i FN kan erhålla medlemskap om deras ansökan stöds av minst två tredjedelar av UPU:s medlemmar. Franska är föreningens officiella språk, vilket förklarar att flera posttermer är på just franska. Engelska är sedan 1994 ett arbetsspråk inom föreningen, och som ett organ inom FN översätts många dokument och publikationer till de sex officiella språken inom FN.